# Jarabambius vestitus
Jarabambius vestitus är en stekelart som först beskrevs av Alan Parkhurst Dodd 1924.  Jarabambius vestitus ingår i släktet Jarabambius och familjen Scelionidae. Inga underarter finns listade i Catalogue of Life.